# جوزيف جارات (سياسي 1872-1944)
جوزيف جارات (بالفرنسية: Joseph Garat)‏ (مواليد 31 ديسمبر 1872 في مدينة بايون - توفي في ديسمبر 1944 بمدينة بايون)، هو سياسي فرنسا|فرنسي، شغل منصب عمدة لمدينة بايون. وهو معروف بتورطه في قضية ستافيسكي ( قضية ستافيسكي، هي فضيحة مالية في فرنسا عام 1934).